# Karl Schwanzer

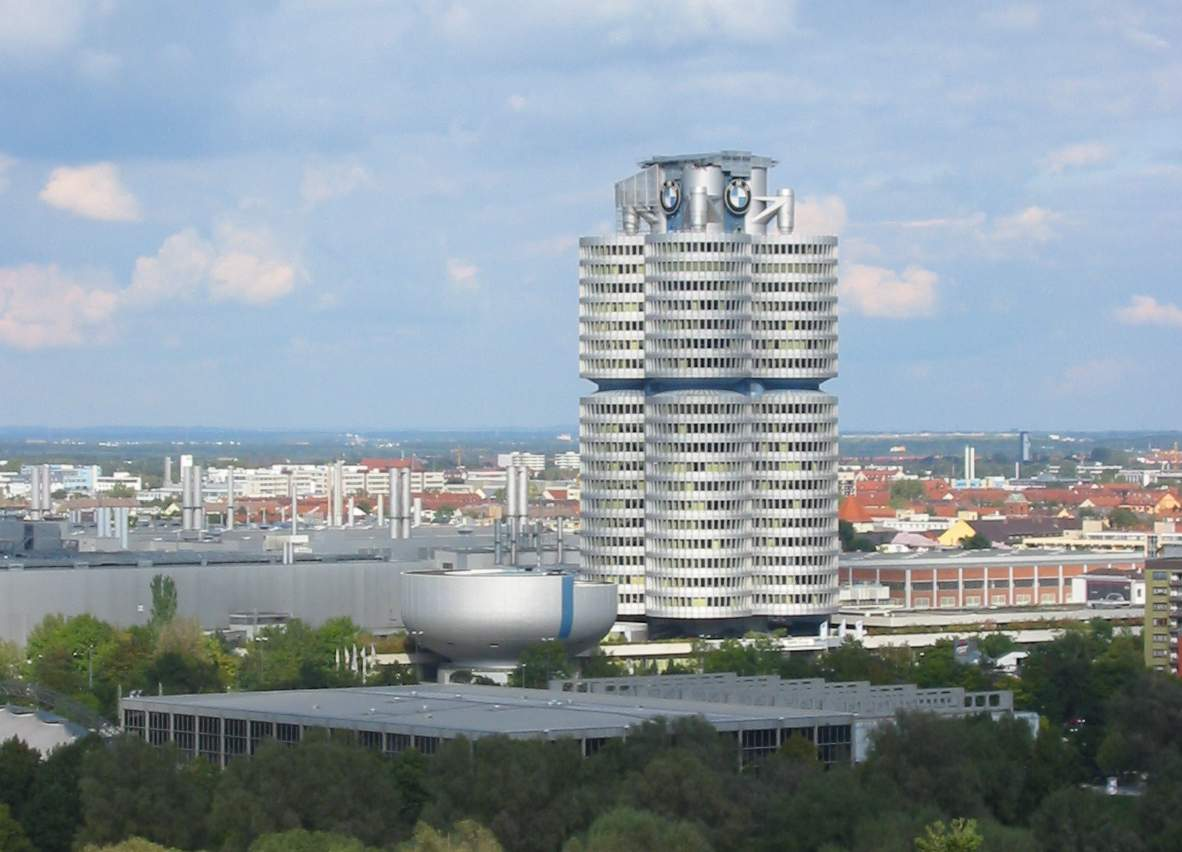
Door Schwanzer ontworpen BMW Viercilinder

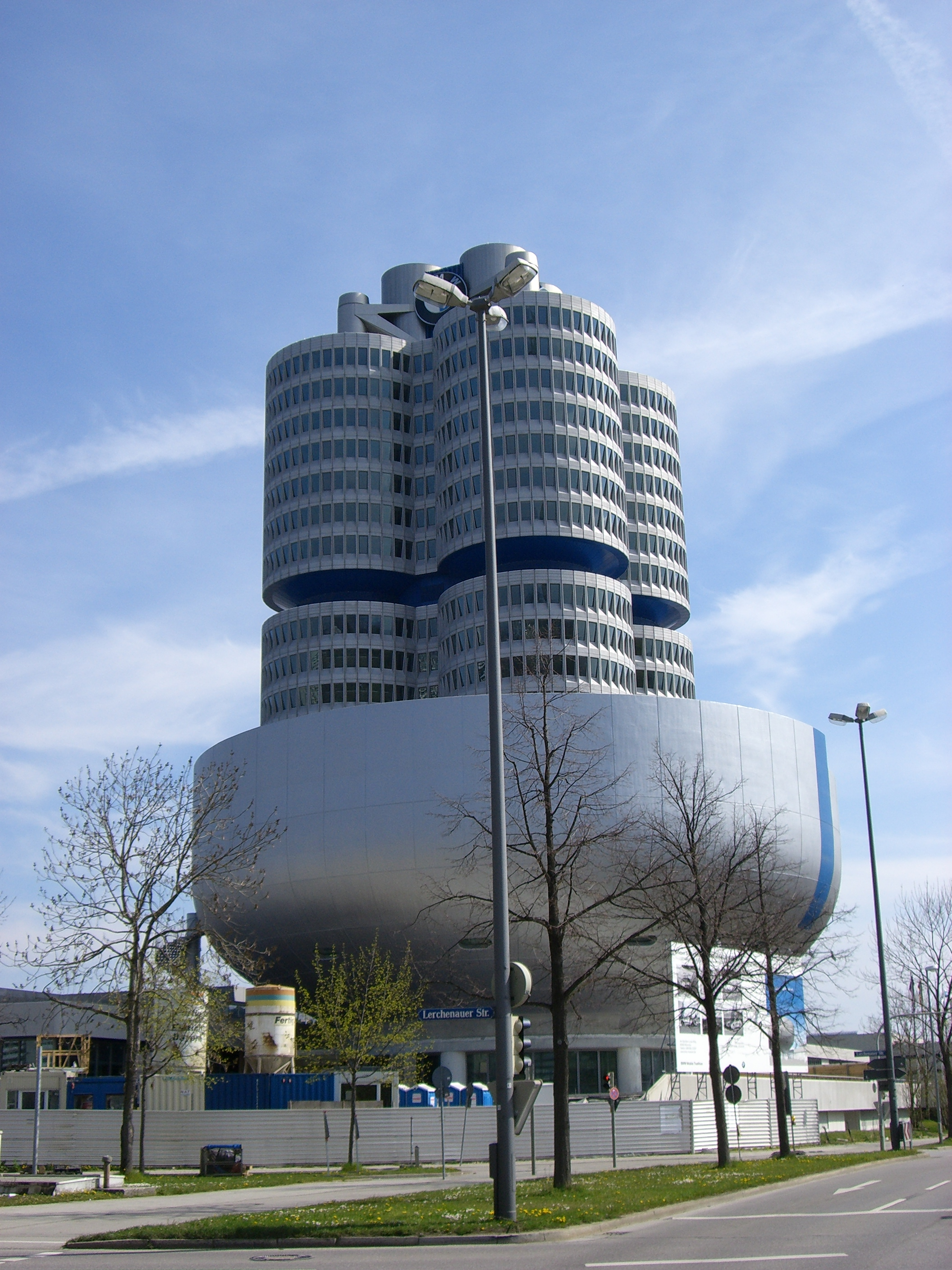
Schwanzers BMW Museum

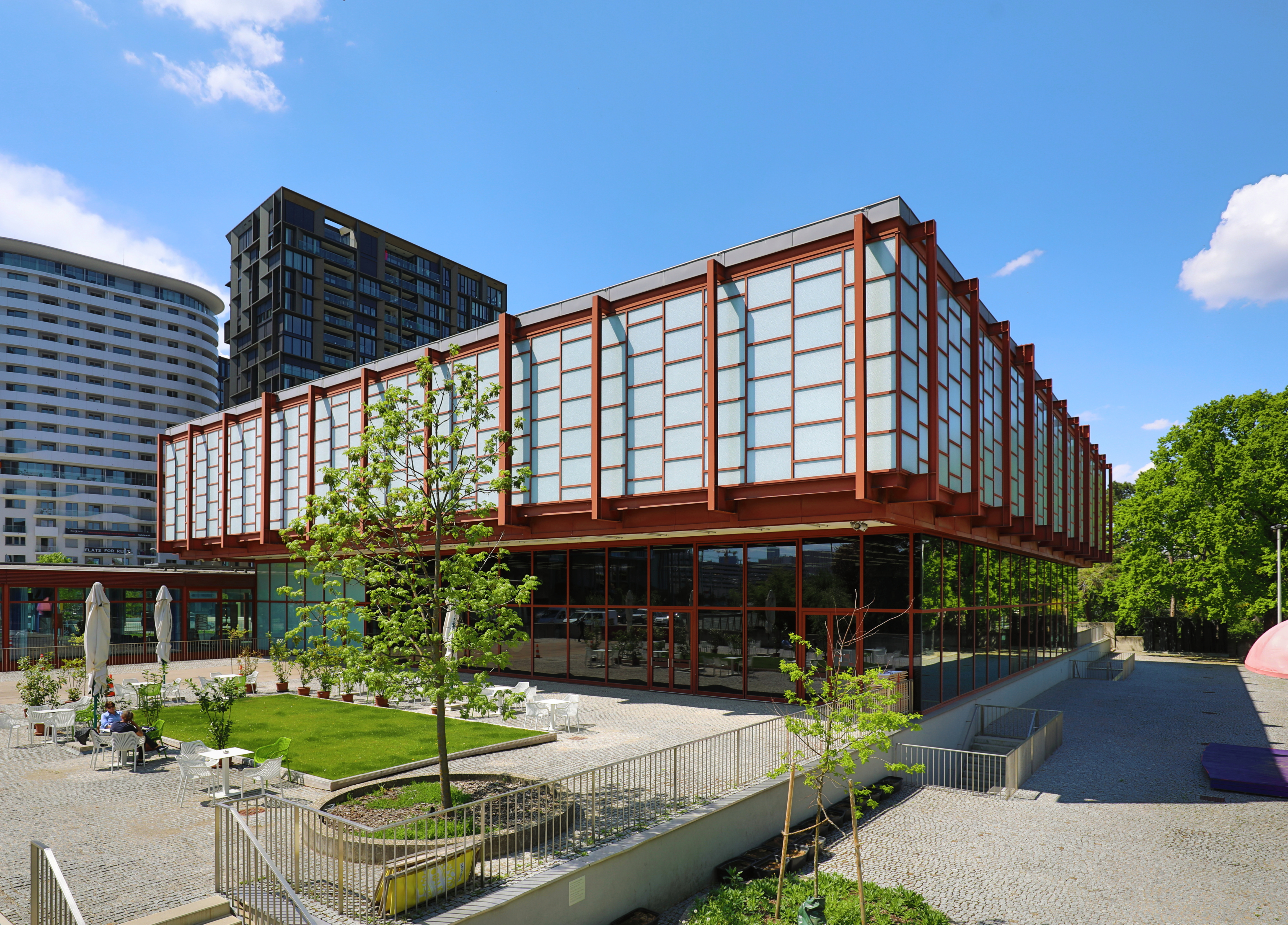
Museum van de 20e eeuw, Wenen

Karl Schwanzer (Wenen 21 mei 1918 - aldaar 20 augustus 1975) was een Oostenrijks architect. Hij is een belangrijke vertegenwoordiger van de naoorlogse architectuur, zowel in Oostenrijk als daarbuiten.

## Onderscheidingen
- 1954 Josef Hoffmann-Ehrung van de Wiener Secession
- 1958 Zilveren Ereteken van Verdienste voor de Republiek Oostenrijk
- 1958 Grand Prix voor Architektuur op de Wereldtentoonstelling in Brussel
- 1959 Prijs van de stad Wenen voor Architektuur
- 1963 Honorary Corresponding Member van de Royal Institute of British Architects (RIBA)
- 1965 Officier du Mérite Touristique, Frankrijk
- 1969 Erelid van het American Institute of Architects (AIA)
- 1969 Corresponderend erelid van de Bundes Deutscher Architekten (BDA)
- 1969 Ereteken van Verdienste voor de Republiek Oostenrijk
- 1973 BDA-Prijs Beieren
- 1974 Architektuurprijs Beton des Bundesverbandes der Deutschen Zementindustrie
- 1975 Großer Österreichischer Staatspreis (postuum)

## Bouw
- 1962: Woonhuis Wenen
- 1964: Museum van de 20e eeuw, Wenen
- 1967: Oostenrijks paviljoen op de Wereldtentoonstelling van Montreal
- 1967: Kleuterschool in Wenen
- 1972: Wifi in St. Pölten
- 1972: BMW Museum in München
- 1973: BMW Viercilinder, in München
- 1975: Oostenrijkse ambassade in Brasilia

## Belangrijke ontwerpen
- 1967: Duitse paviljoen op de Wereldtentoonstelling van 1970 in Osaka
- 1968: Project City Center Wenen
- 1970: Project Zwiebelhaus München
- 1972: Project Galerie van de 20e eeuw

- Bibsys: 5068604
- Bibliothèque nationale de France: cb15060900k (data)
- Gemeinsame Normdatei: 118762885
- International Standard Name Identifier: 0000 0001 0956 4994
- Library of Congress Control Number: n88675002
- Nationale Bibliotheek van Tsjechië: xx0040228
- Nationale Bibliotheek van Israël: 987007327754505171
- Nederlandse Thesaurus van Auteursnamen: 067886876
- Réseau des bibliothèques de Suisse occidentale: 02-A003811577
- Système universitaire de documentation: 122248996
- Union List of Artist Names: 500077337
- Virtual International Authority File: 15565357
- WorldCat: E39PBJbM9CqhhGYGvRtwRY6kDq